# Onkyo Granbeat
Onkyo Granbeat (модельный номер DP-CMX1) — смартфон, выпущенный японской компанией Onkyo, известной своей аудиоаппаратурой, в 2017 году. Первый в мире музыкальный смартфон с двумя усилителями.

## Экран
Смартфон оснащён ёмкостным сенсорным экраном диагональю 5 дюймов, распознающим 10 одновременных касаний (10-точечный мультитач). Разрешение экрана составляет 1920х1080 (FullHD), отношение сторон — 16:9, разрешающая способность — 441 пикселей на дюйм (ppi). Экран способен отображать 16777216 оттенков.

## Защита
Смартфон не обладает сертификацией на соответствие какому-нибудь стандарту защиты. Следовательно, он является уязвимым для воздействия воды, пыли, ударам, механических повреждений, а также не подходит для использования во взрывоопасных средах. Экран смартфона покрыт защитным стеклом, которое защищает его от царапин ногтями и металлическими предметами, но не может уберечь от царапин песком, поскольку кварц (компонент песка) обладает большей твёрдостью, чем стекло.

## Программное обеспечение
Смартфон оснащён операционной системой Android 6.0 Marshmallow, разработанной в американской компании Google. Используется прошивка со встроенными сервисами Google (жарг. Gapps). В частности, предустановлен клиент магазина приложений и мультимедийного контента Google Play, с помощью которого смартфон можно оснастить большим количеством приложений от сторонних разработчиков. Предустановлен ряд стандартных приложений: медиаплеер, многофункциональные часы, просмотрщик фотографий, калькулятор и другие. Имеется специальное ПО для улучшения качества звучания, поскольку смартфон позиционируется как музыкальный.

## Технические характеристики
- Операционная система: OS Android 6.0 Marshmallow
- Поддержка стандартов: GSM, 3G, LTE
- Поддержка 2 SIM-карт: да, 2xnanoSIM, Slot 1 — 4G, slot2 — 3G/2G
- Процессор: 4x1.4GHz/2x1.8GHz, шестиядерный, Qualcomm Snapdragon 650 MSM8956
- RAM: 3 ГБ
- ROM: 128 ГБ
- Дисплей: 5", FullHD, 1920x1080 pix, IPS, 16 млн цветов, Corning Gorilla Glass 3
- Язык интерфейса: русский, японский, английский, немецкий, французский, испанский, итальянский, португальский, китайский
- Основная камера: 16 МП, CMOS, Sony Exmor RS IMX298, запись 4K видео, автофокус, светодиодная вспышка
- Фронтальная камера: 8 МП, CMOS, запись fullHD видео
- Поддержка карт памяти: microSDXC до 256 ГБ
- GPS/GLONASS
- Wi-Fi a/b/g/n/ac
- Bluetooth 4.1
- Разъем для наушников 3,5 mm
- Балансный выход Line-Out 2,5 mm
- Функция быстрой зарядки Qualcomm Quick Charge 3.0
- Алюминиевый корпус
- Аккумулятор: Li-Ion, 3000 мАч
- Размеры: 142.3x72x11.9 мм
- Вес: 234 г